# Leptanilla thai
Leptanilla thai är en myrart som beskrevs av Baroni Urbani 1977. Leptanilla thai ingår i släktet Leptanilla och familjen myror. Inga underarter finns listade i Catalogue of Life.